# Mister Jam
Fabio Almeida de Oliveira (Rio de Janeiro, 6 de novembro de 1980), mais conhecido Mister Jam ou JAMM’, é um produtor musical, compositor, DJ, cantor e empresário brasileiro. Fez parte da banda pop Mr. Jam entre 1996 e 2002 e, após o fim desta, adotou o nome artístico para si em carreira solo, alterando para JAMM’ em 2021.

## Carreira

### 1996–03: Carreira com o grupoMr. Jam
Em 1996 os irmãos Fabianno e Laura Almeida decidiram iniciar um projeto musical, intitulando-o de Mr. Jam. O primeiro disco foi intitulado New Love Dimension, pela gravadora Spotlight Records, marcado pelo singles "Celebration" e "The Way Love Goes". Em 1998 os irmãos ganharam um reforço com os integrantes, Ricardo Pinda e Dudu Marote, para contribuírem nas produções, colocando a canção "Rebola na Boa" na abertura da telenovela Vila Madalena. O segundo álbum, o homônimo Mr. Jam trouxe outra faixa de destaque, "Shaka Shaka". Em 2001 à banda lança seu terceiro disco, chamado Supersônico. Em 2002 a banda se desfaz, visando outros projetos individuais, e Fabio passa a assinar como Mister Jam em sua carreira solo como produtor.

### 2002–presente: Carreira solo
Em 2002, junto com o produtor Ian Duarte, funda a gravadora a Maxpop Music, voltada ao cenário de música eletrônica e house music. Em 2005 estreia a carreira solo com a regravação do single "Crusin'. Depois de quatro anos estruturando a Maxpop Music para poder receber outros artistas, em 2006 passou a produzir os discos de estreia dos grupos Kasino e Ramada, além do álbum remix de Latino, Na Pista Remixes. Em 2007 lançou uma regravação de seu primeiro single, "Celebration", em comemoração aos 10 anos de carreira e, no mesmo ano, lança a inédita "All Together Now", com o qual recebeu o prêmio de Melhor Produtor Nacional pelo DJ Sound Awards. Em 2008 lança a faixa "Never Stop The Beat". 
Em 2010 se torna responsável pela entrada da cantora Wanessa na música eletrônica ao lançar a parceria em "Falling for U", fato que geraria o convite para produzir o extended play da artista, Você Não Perde por Esperar, e o disco DNA, lançado no ano seguinte. No mesmo ano deixa a Maxpop Music, gravadora que havia fundado dez anos antes, e funda a JamWorks Music levando consigo cantoras como Kelly Key, Alexa e Lorena Simpson. Em 2011 também introduz a cantora Kelly Key, com quem havia começado a trabalhar dois anos antes, definitivamente ao house music com a parceria no single "O Problema É Meu". No mesmo ano produz para cantores como, Michel Teló , Luan Santana, Gusttavo Lima e remixa uma canção de trabalho da cantora de MPB Vanessa da Mata, além de lançar seus dois singles, "Love is Unbound", com participação de Eliza G, e "Walkin' On Air (Burn)", adicionado à trilha sonora da telenovela Fina Estampa. Em 2012 produz a faixa "Shaking (Party People) para Kelly Key, seu primeiro trabalho em inglês, e começa a trabalhar seu novo single "Bring On The Nite". Em 2013, lança o single "Golden People" com participação de Jacq King Tef, inserida na trilha sonora da telenovela brasileira Salve Jorge. 
Em março de 2013 assumiu o programa Festa Pan, inserido ao longo da programação nacional da Rede Jovem Pan 2 FM, composto por 3 sequências mixadas contendo 15 minutos de DJ set open format. JAMM´ ficou no ar pela Jovem Pan ate 2019, quando sentindo o formato desgastado, pediu para deixa-lo, passando a focar apenas em suas produçoes musicais e ao selo MASSIVA.
Em 2020 o selo ganhou expressividade e um cast cada vez mais interessante, sempre com a missao de revelar novos talentos da musica nacional.
Em 2021, o selo ganhou uma ramificaçao: o braço eletronico MASSIVA CLUB que vem se destacando pelos excelentes resultados nas plataformas, incluindo os seus tres lançamentos mais recentes: CITY LIGHTS com o Dj e produtor Lazy Bear, que ultrapassou a marca de 1 milhao de streams, Total Eclipse of the Heart, retomando sua parceria de sucesso com a cantora italiana Eliza G e o produtor SaintPaul.
Em 2022, alcançou recorde de lançamentos em sua carreira como produtor e DJ, voltando a remixar grandes nomes brasileiros para a Sony Music, como Gusttavo Lima, Henrique & Juliano, Dilsinho e Felipe Araújo. Além dos remixes nacionais, JAMM’ fez lançamentos mensais de singles do seu projeto, como “Let Ü Go” collab com REDÜKT e a influencer Ághata Félix,  “Bills” e “100 DAYS” com DJs Paxxo e a cantora Francine Môh, “Heart Of Glass” remix em collab com a banda Rod Hanna, “HEAVEN” em collab com Lazy Bear, “New Day” com o DJ Duda Santtos,  o remake “Call On Me” (original de Erik Prydz) , “Ring Ring” em collab com a cantora inglesa Bellsavvy, “My Planet” collab com a DJ Dot Larissa e em dezembro fechou o ano com um remake remix de “All I Want Fir Christmas Is You” retomando a parceria com Eliza G e Saintpaul DJ.
Ainda no mesmo ano, JAMM’ retornou ao ar na Rede Jovem Pan FM comandando edição especial do programa Planeta DJ às sextas-feiras.  
Para alegria dos fãs convidou seu antigo parceiro musical, Ian Duarte para retomarem juntos em uma nova versão do projeto KASINO, lançada como projeto paralelo à sua carreira oficial.  
Juntos lançaram os singles “Get Down” e “Party Non-Stop” e preparam para 2023 um EP inédito do projeto. 

## Discografia

### Álbuns remixes
| Álbum                       | Detalhes                                                                                  | Vendas     |
| --------------------------- | ----------------------------------------------------------------------------------------- | ---------- |
| Pista Sertaneja - Remixes   | - Lançamento: 18 de abril de 2010 - Formatos: CD, download digital - Gravadora: Som Livre | - : 80.000 |
| Pista Sertaneja 2 - Remixes | - Lançamento: 30 de maio de 2011 - Formatos: CD, download digital - Gravadora: Som Livre  | - : 60.000 |
| Pista Sertaneja 3 - Remixes | - Lançamento: 13 de abril de 2012 - Formatos: CD, download digital - Gravadora: Som Livre |            |
| Pista Sertaneja 4 - Remixes | - Lançamento: Abril de 2013 - Formatos: CD, download digital - Gravadora: Som Livre       |            |
| Festeja Na Pista - Remixes  | - Lançamento: Março de 2015 - Formatos: CD, download digital - Gravadora: Som Livre       |            |

### Coletâneas
| Álbum    | Detalhes                                                                                         |
| -------- | ------------------------------------------------------------------------------------------------ |
| The Hits | - Lançamento: 2 de abril de 2013 - Formatos: CD, download digital - Gravadora: Spotlight Records |

### Singles

#### Como artista principal
| Título                                                       | Ano  | Álbum                      |
| ------------------------------------------------------------ | ---- | -------------------------- |
| "Cruisin'"                                                   | 2005 | —                          |
| "All Together Now"                                           | 2008 | —                          |
| "Never Stop The Beat"                                        | 2008 | —                          |
| "Indecisão" (com Kelly Key)                                  | 2009 | Kelly Key                  |
| "Falling for U" (part. Wanessa)                              | 2010 | Você não Perde por Esperar |
| "O Problema É Meu" (Mister Jam part. Kelly Key)              | 2011 | —                          |
| "Love is Unbound" (part. Eliza G)                            | 2011 | —                          |
| "Walkin' On Air (Burn)" (part. Ali Pierre e King TEF)        | 2011 | The Hits                   |
| "Bring On The Nite" (part. Ali Pierre e Cymcolé)             | 2012 | The Hits                   |
| "Golden People" (part. JACQ e King TEF)                      | 2012 | The Hits                   |
| "Christmas Time" (part. Gottsha e Claudja)                   | 2012 | —                          |
| "Heartbeat" (part. Chris Willis)                             | 2014 | —                          |
| "All You Need Is Love...." (part. Saintpaul DJ e Urban Glam) | 2014 | —                          |
| "Let Me Go" (part. Cymcolé)                                  | 2014 | —                          |
| "O Campeão (Meu Time)" (part. Rogério Flausino)              | 2014 | —                          |
| "We Are Free" (part. Johnny Franco)                          | 2014 | —                          |
| "I'm Alive" (part. Francinne)                                | 2015 | —                          |
| "Wanna Be" (part. Wanessa)                                   | 2015 | —                          |
| "Sweet Addiction" (part. Willian San'Per)                    | 2017 |                            |
| "On Hold" (part. Leo Von, Paulo Jeveaux)                     | 2020 |                            |
| "So Happy"                                                   | 2021 |                            |
| "PARARARAN" (part. MC Erikah, Labarca)                       | 2021 |                            |
| City Lights (part Lazy Bear)                                 | 2021 |                            |
| Total Eclipse Of The Heart (part. Eliza G, SaintPaul DJ)     | 2021 |                            |

#### Como artista convidado
| Título                                                   | Ano  | Álbum    |
| -------------------------------------------------------- | ---- | -------- |
| "Deep In My Heart" (Nicky Valentine part. Mister Jam)    | 2011 | Malhação |
| "Can't Be Without You" (Natália Damini part. Mister Jam) | 2012 | —        |

## Faixas produzidas
| Ano  | Canção                                              | Artista                       | Álbum                               | Ref.          |
| ---- | --------------------------------------------------- | ----------------------------- | ----------------------------------- | ------------- |
| 2006 | "Shake It!"                                         | Kasino                        | Light Of Love                       | [ 32 ]        |
| 2006 | "Stay Tonight"                                      | Kasino                        | Light Of Love                       | [ 32 ]        |
| 2006 | "See You Again"                                     | Kasino                        | Light Of Love                       | [ 32 ]        |
| 2006 | "Can't Get Over"                                    | Kasino                        | Light Of Love                       | [ 32 ]        |
| 2006 | "Secret Lover"                                      | Kasino                        | Light Of Love                       | [ 32 ]        |
| 2006 | "So Far Away"                                       | Kasino                        | Light Of Love                       | [ 32 ]        |
| 2006 | "Light Of Love"                                     | Kasino                        | Light Of Love                       | [ 32 ]        |
| 2006 | "Alone In The Dark"                                 | Kasino                        | Light Of Love                       | [ 32 ]        |
| 2006 | "Stockholm"                                         | Kasino                        | Light Of Love                       | [ 32 ]        |
| 2006 | "My Passion"                                        | Kasino                        | Light Of Love                       | [ 32 ]        |
| 2006 | "Don't You Want?"                                   | Kasino                        | Light Of Love                       | [ 32 ]        |
| 2006 | "Touch Me"                                          | Kasino                        | Light Of Love                       | [ 32 ]        |
| 2006 | "Clap Your Hands"                                   | Ramada                        | Clap Your Hands - EP                | [ 33 ]        |
| 2006 | "Clap Your Hands (Maxpop Radio)"                    | Ramada                        | Clap Your Hands - EP                | [ 33 ]        |
| 2006 | "Clap Your Hands (Maxpop Extended)"                 | Ramada                        | Clap Your Hands - EP                | [ 33 ]        |
| 2006 | "Party Everybody"                                   | Ramada                        | —                                   | [ 34 ]        |
| 2006 | "Intro Na Pista"                                    | Latino                        | Na Pista Remixes                    | [ 35 ]        |
| 2006 | "Me Leva (Maxpop Remix)"                            | Latino                        | Na Pista Remixes                    | [ 35 ]        |
| 2006 | "Festa No Apê (Maxpop Remix)"                       | Latino                        | Na Pista Remixes                    | [ 35 ]        |
| 2006 | "Vagalume (Maxpop Remix)"                           | Latino                        | Na Pista Remixes                    | [ 35 ]        |
| 2006 | "Renata (Maxpop Remix)"                             | Latino                        | Na Pista Remixes                    | [ 35 ]        |
| 2006 | "Catia Catchaça (Maxpop Remix)"                     | Latino                        | Na Pista Remixes                    | [ 35 ]        |
| 2006 | "Ki Bumbum (Maxpop Remix)"                          | Latino                        | Na Pista Remixes                    | [ 35 ]        |
| 2006 | "Só Você (Maxpop Remix)"                            | Latino                        | Na Pista Remixes                    | [ 35 ]        |
| 2006 | "Meu Gol De Placa (Maxpop Remix)"                   | Latino                        | Na Pista Remixes                    | [ 35 ]        |
| 2006 | "Vitrine (Maxpop Remix)"                            | Latino                        | Na Pista Remixes                    | [ 35 ]        |
| 2006 | "Papo De Jacaré (Maxpop Remix)"                     | Latino                        | Na Pista Remixes                    | [ 35 ]        |
| 2006 | "Tão Sexy (Maxpop Remix)"                           | Latino                        | Na Pista Remixes                    | [ 35 ]        |
| 2006 | "Maria Gasolina (Mina Quebrete) (Maxpop Remix)"     | Latino                        | Na Pista Remixes                    | [ 35 ]        |
| 2006 | "Umazinha (Maxpop Remix)"                           | Latino                        | Na Pista Remixes                    | [ 35 ]        |
| 2008 | "Isabel"                                            | Latino                        | Junto e Misturado                   | [ 36 ]        |
| 2008 | "Slave 4 U"                                         | Latino                        | Junto e Misturado                   | [ 36 ]        |
| 2008 | "Stand Up"                                          | Ramada                        | Crazy - EP                          | [ 37 ]        |
| 2008 | "Stand Up (Maxpop Radio)"                           | Ramada                        | Crazy - EP                          | [ 37 ]        |
| 2008 | "Stand Up (Maxpop Extended)"                        | Ramada                        | Crazy - EP                          | [ 37 ]        |
| 2008 | "Vibe On"                                           | Ramada                        | Vibe On - EP                        | [ 38 ]        |
| 2008 | "Vibe On (Maxpop Extended)"                         | Ramada                        | Vibe On - EP                        | [ 38 ]        |
| 2008 | "Vibe On (Maxpop Party Club Radio)"                 | Ramada                        | Vibe On - EP                        | [ 38 ]        |
| 2008 | "Vibe On (Maxpop Party Club Remix)"                 | Ramada                        | Vibe On - EP                        | [ 38 ]        |
| 2008 | "Feel Da Funk"                                      | Lorena Simpson                | The Singles                         | [ 17 ]        |
| 2009 | "Cadê Dalila? (Remix)"                              | Ivete Sangalo                 | Pode Entrar                         |               |
| 2009 | "Indecisão (Mister Jam Remix)"                      | Kelly Key                     | Kelly Key                           | [ 39 ]        |
| 2009 | "Light My Fire"                                     | Ramada                        | Light My Fire - EP                  | [ 40 ]        |
| 2009 | "Light My Fire (Maxpop Extended))"                  | Ramada                        | Light My Fire - EP                  | [ 40 ]        |
| 2009 | "Crazy"                                             | Ramada                        | —                                   | [ 37 ]        |
| 2010 | "K Diferente"                                       | Kelly Key                     | —                                   | [ 41 ]        |
| 2010 | "Just Can't Stop The Party"                         | Ramada                        | Just Can't Stop The Party - EP      | [ 42 ] [ 43 ] |
| 2010 | "Just Can't Stop The Party (Mister Jam Radio Edit)" | Ramada                        | Just Can't Stop The Party - EP      | [ 42 ] [ 43 ] |
| 2010 | "Just Can't Stop The Party (Mister Jam Remix)"      | Ramada                        | Just Can't Stop The Party - EP      | [ 42 ] [ 43 ] |
| 2010 | "Worth It"                                          | Wanessa                       | Você não Perde por Esperar          | [ 1 ]         |
| 2010 | "Stuck On Repeat"                                   | Wanessa                       | Você não Perde por Esperar          | [ 1 ]         |
| 2010 | "Party Line"                                        | Wanessa                       | Você não Perde por Esperar          | [ 1 ]         |
| 2011 | "O Problema É Meu" (feat. Mister Jam)               | Kelly Key                     | —                                   | [ 44 ]        |
| 2011 | "DNA"                                               | Wanessa                       | DNA                                 | [ 1 ]         |
| 2011 | "Murder"                                            | Wanessa                       | DNA                                 | [ 1 ]         |
| 2011 | "Sticky Dough" (feat. Bam Bam)                      | Wanessa                       | DNA                                 | [ 1 ]         |
| 2011 | "Get Loud!"                                         | Wanessa                       | DNA                                 | [ 1 ]         |
| 2011 | "Blow Me Away"                                      | Wanessa                       | DNA                                 | [ 1 ]         |
| 2011 | "Rescue Mission"                                    | Wanessa                       | DNA                                 | [ 1 ]         |
| 2011 | "Tonight Forever"                                   | Wanessa                       | DNA                                 | [ 1 ]         |
| 2011 | "High"                                              | Wanessa                       | DNA                                 | [ 1 ]         |
| 2011 | "It's Over"                                         | Wanessa                       | DNA                                 | [ 1 ]         |
| 2011 | "Blind Faith (Epilogue)"                            | Wanessa                       | DNA                                 | [ 1 ]         |
| 2011 | "Deep In My Heart"                                  | Nicky Valentine               | Malhação                            | [ 45 ]        |
| 2011 | "It's Over" (feat. Natália Damini)                  | Altar                         | It's Over - EP                      | [ 46 ]        |
| 2011 | "Bandida"                                           | Erikka Supernova              | TBA                                 | [ 47 ]        |
| 2011 | "As Palavras (Mister Jam Remix)"                    | Vanessa da Mata               | Bicicletas, Bolos e Outras Alegrias | [ 48 ]        |
| 2011 | "Eu Te Amo e Open Bar"                              | Michel Teló                   | Na Balada                           | [ 49 ]        |
| 2012 | "Party in This Club"                                | Volk                          | Volk                                | [ 50 ]        |
| 2012 | "Can't Be Without You"                              | Natália Damini                | —                                   | [ 31 ]        |
| 2012 | "Rock The Night"                                    | Andie                         | —                                   | [ 51 ]        |
| 2012 | "Tudo Está Parado" (Remix)                          | Jota Quest                    | Multishow ao Vivo: Folia & Caos     | [ 52 ]        |
|      | "Shine It On"                                       | Wanessa                       | DNA Tour (e edição relançada)       | [ 53 ]        |
|      | "Deixa Rolar"                                       | Wanessa                       | DNA Tour (e edição relançada)       | [ 53 ]        |
|      | "Atmosphere"                                        | Wanessa                       | DNA Tour (e edição relançada)       | [ 53 ]        |
|      | "Messiah"                                           | Wanessa                       | DNA Tour (e edição relançada)       | [ 53 ]        |
|      | "Amor Amor 2012"                                    | Wanessa                       | DNA Tour (e edição relançada)       | [ 53 ]        |
|      | "Intro / DNA"                                       | Wanessa                       | DNA Tour (e edição relançada)       | [ 53 ]        |
|      | "DNA" / "Sticky Dough" (Jam Private Remix)          | Wanessa                       | DNA Tour (e edição relançada)       | [ 53 ]        |
| 2014 | "Turn It Up"                                        | Wanessa                       | DNA Tour (e edição relançada)       | [ 53 ]        |
| 2014 | "Mandou Bem" (Mister Jam Remix)                     | Jota Quest                    | EP Remixes (Sony Music)             |               |
| 2014 | "Waiting For U" (Mister Jam Remix)                  | Jota Quest                    | EP Remixes (Sony Music)             |               |
| 2014 | "Camisa Laranja"                                    | Amanda Borges                 | Se Ainda Existe Amor (Album)        |               |
| 2014 | "Se Ainda Existe Amor"                              | Amanda Borges                 | Se Ainda Existe Amor (Album)        |               |
| 2014 | "Miguezinho"                                        | Amanda Borges                 | Se Ainda Existe Amor (Album)        |               |
| 2014 | "Infinito"                                          | Amanda Borges                 | Se Ainda Existe Amor (Album)        |               |
| 2014 | "Only U"                                            | Leo Von                       |                                     | [ 54 ]        |
| 2015 | "Let It Glow"                                       | Kelly Key                     | No Controle                         | [ 55 ]        |
| 2015 | "Shaking (Party People)"                            | Kelly Key                     | No Controle                         | [ 55 ]        |
| 2015 | "Suite 14" (Mister Jam Remix)                       | Henrique & Diego ft. MC Guime | EP                                  |               |
| 2015 | "Brindar a Vida" (Mister Jam Remix)                 | Banda Jammil                  |                                     |               |
| 2015 | "Gordinho Gostoso" (Mister Jam Remix)               | Neto LX                       |                                     |               |
| 2015 | "Ainda"                                             | Grupo Troia                   | EP                                  |               |
| 2015 | "Sua Linda"                                         | Grupo Troia                   | EP                                  |               |
| 2015 | "Qualquer Sonho"                                    | Grupo Troia                   | EP                                  |               |
| 2015 | "Teu Sorriso"                                       | Grupo Troia                   | EP                                  |               |
| 2015 | "Sem Querer"                                        | Grupo Troia                   | EP                                  |               |
| 2015 | "Me Leva Daqui"                                     | Grupo Troia                   | EP                                  |               |
| 2015 | "Wanna Be"                                          | Mister Jam ft Wanessa Camargo |                                     |               |
| 2015 | "I’m Alive"                                         | Mister Jam ft Francinne       |                                     |               |

## Prêmios e indicações
| Ano  | Prêmio               | Categoria | Indicação                                   | Resultado | Ref.   |
| ---- | -------------------- | --- | ------------------------------------------- | --------- | ------ |
| 2007 | DJ Sound Awards      | Melhor Produtor Dance Pop Nacional | Mister Jam                                  | Venceu    |        |
| 2009 | DJ Sound Awards      | Melhor Produtor Dance Pop Nacional | Mister Jam                                  | Venceu    | [ 42 ] |
| 2010 | Ômega Hitz Awards    | Melhor Produção Nacional | "Falling For You" (com Wanessa)             | Indicado  | [ 56 ] |
| 2010 | Ômega Hitz Awards    | Melhor Projeto Featuring | "Falling For You" (com Wanessa)             | Indicado  | [ 56 ] |
| 2010 | Ômega Hitz Awards    | Melhor Remix Nacional | Eliza G - "Summer Lie (Mister Jam BoomBox)" | Indicado  | [ 56 ] |
| 2011 | Ômega Hitz Awards    | Melhor Produção Nacional | "Love Is Unbound" (feat. Eliza G)           | Indicado  | [ 57 ] |
| 2012 | DJ Sound Awards      | Melhor Produtor Dance Pop Nacional | Mister Jam                                  | Venceu    | [ 58 ] |
| 2013 | DJ Sound Awards      | Melhor Produtor Dance Pop Nacional | Mister Jam                                  | Venceu    |        |
| 2015 | Premio DNA da Balada | Melhor Produtor Nacional / Melhor Parceria (feat) ("Wanna Be" feat. Wanessa) / Melhor Música Nacional de Pista ("Wanna Be" feat. Wanessa) | Mister Jam                                  | Venceu    |        |